# Anthemis parthenioides
Anthemis parthenioides là một loài thực vật có hoa trong họ Cúc. Loài này được Benth. ex Hornem. mô tả khoa học đầu tiên năm 1815.